# Hôtel Le Lièvre de la Grange
L'hôtel Le Lièvre de la Grange est un ensemble comprenant deux  hôtels jumeaux situés 4 et 6 rue de Braque dans le 3e arrondissement de Paris.

## Histoire
Ces hôtels  destinés à leur création à la location furent construits en 1731-1733 par Pierre Caqué, Maître maçon, sur les plans de l’architecte Victor-Thierry Dailly pour Marie-Madeleine Le Lièvre de la Grange. La  famille Le Lièvre en resta propriétaire jusqu’en 1814.
Les jardins ont été amputés par des constructions commerciales
Le no 6 fut occupé fin XIXe - début XXe siècle par l’atelier de photographie, de la Maison Nacivet associée à partir de 1900 à la Maison Grimaud du 49, rue Saint-André-des-Arts.
Certains éléments de cet hôtel font l'objet d'une inscription au titre des monuments historiques par arrêté du 18 novembre 1953 : 
- côté rue, la façade et la toiture ainsi que les vantaux des portes et les ferronneries ;
- la façade côté cour, la façade postérieure du bâtiment principal et les façades des bâtiments en aile, situés à droite et à gauche ainsi que leurs toitures ;
- à l'intérieur, le passage d'entrée du vestibule, la cage d'escalier avec ses restes de décorations et la rampe en fer forgé.

## Architecture
L’architecture est de style rocaille en l'honneur au début du règne de Louis XV. Les deux corps de logis sur rue sont prolongés à l’arrière par deux ailes de part et d’autre d’une grande cour qui était à l’origine divisée en deux parties séparées par un mur. On y accède par deux portails surmontés de balcons dont les consoles sont ornées de sculptures, têtes de bélier au no 4, vieillards barbus au no 6. Les bâtiments sur cour sont ornés de mascarons et d’un cygne des sculpteurs Bourguignon et Lissy. Le grand escalier du vestibule du  no 6 avec une rampe en fer forgé date de la construction de l'hôtel. 

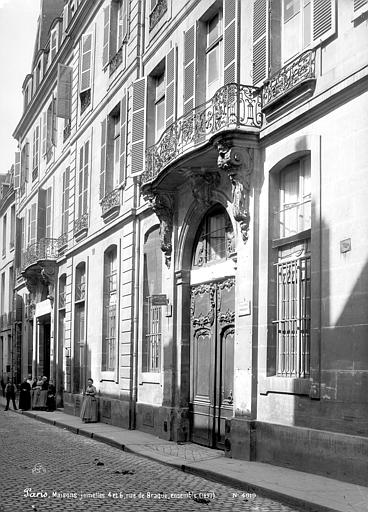
Façade sur rue.
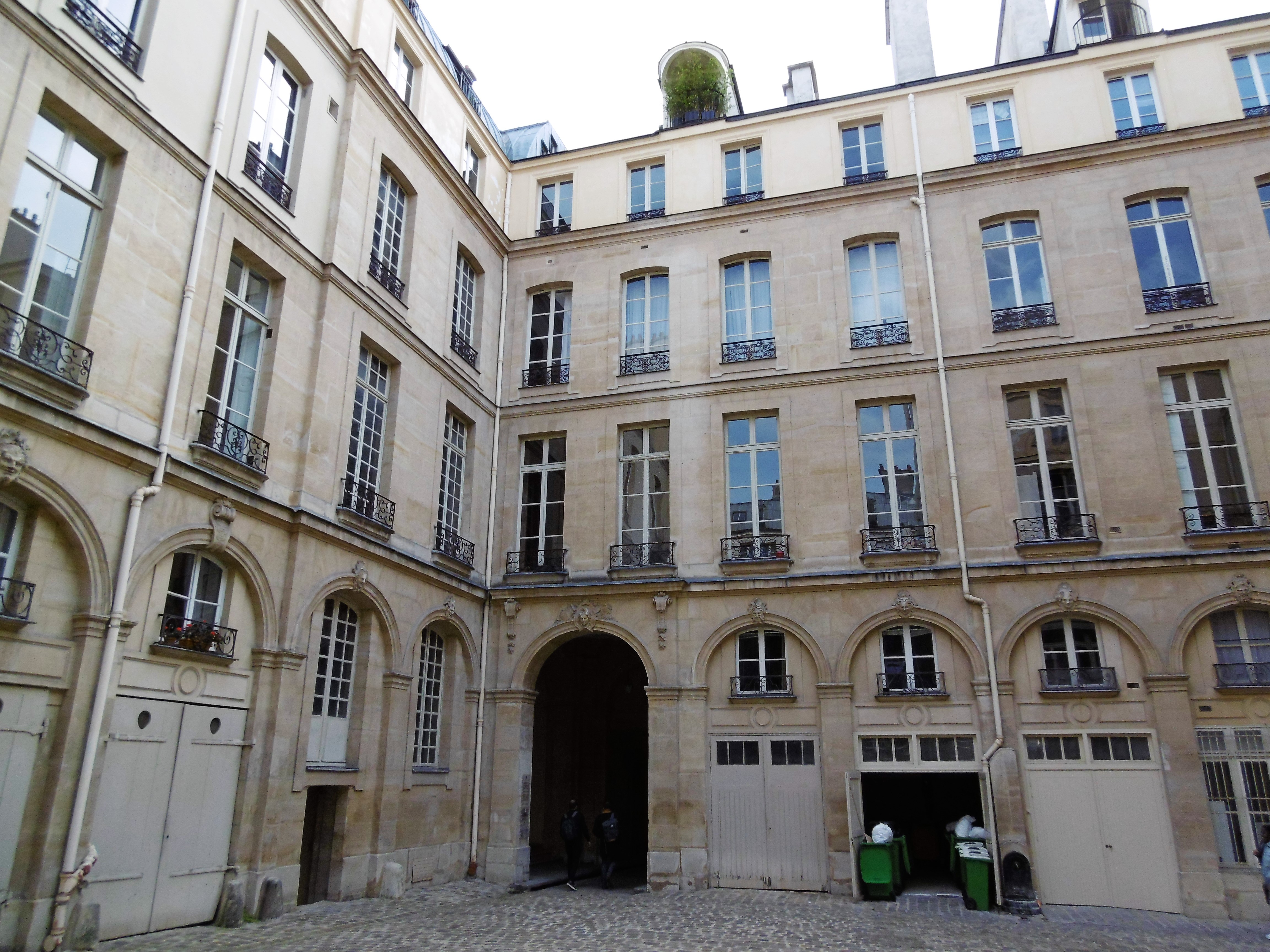
Cour. Lucarnes à foin sur la toiture..

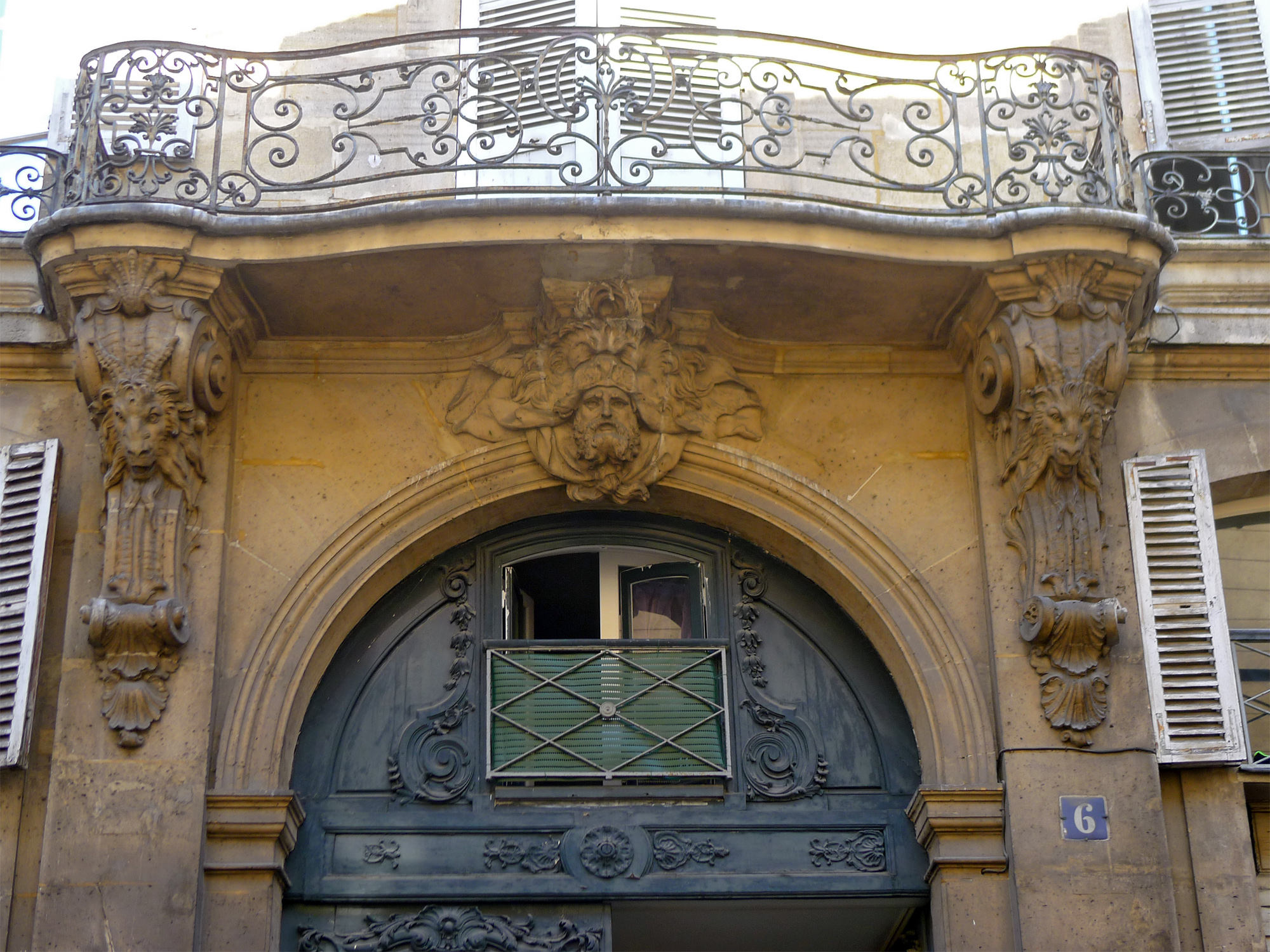
Sculptures au n°6.
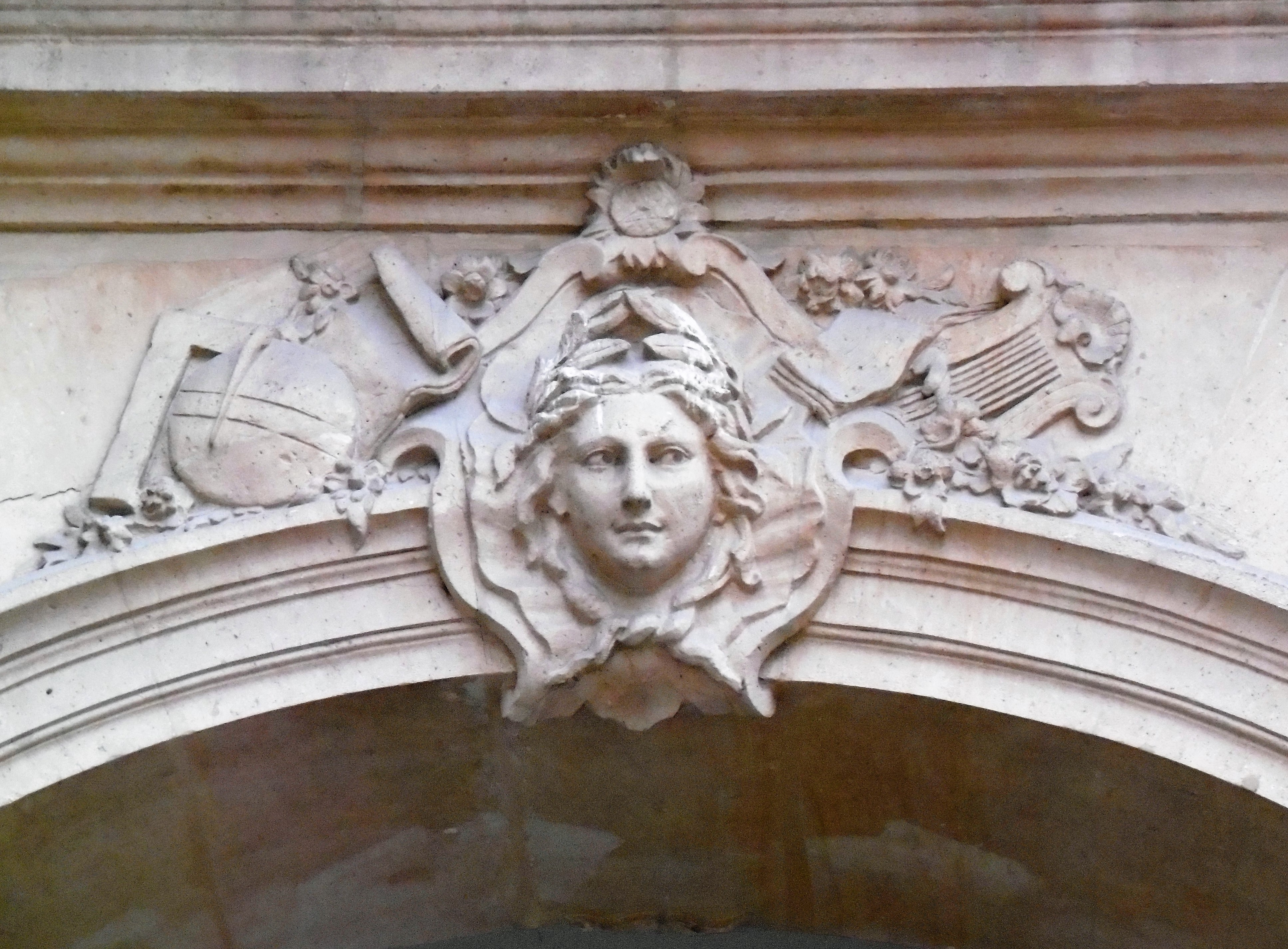
Mascaron dans la cour.